# 瀕危物種
瀕危物種（英語：endangered species，簡稱EN）是指短期內面臨高度绝灭風險的物種。國際自然保護聯盟（IUCN）的瀕危物種紅色名錄就列出了許多瀕危物種，這些是在國際自然保護聯盟架構下，野生物種中第二嚴重的保护状况，僅次於極危物種（CR）。
2012年的國際自然保護聯盟瀕危物種紅色名錄列出了全世界3079種動物及2655種植物是瀕危物種。1998年的瀕危動物有1102種，瀕危植物有1197種。
瀕危物種是指物種由於濫捕、盜獵、環境破壞、數量稀少、棲地狹窄等種種原因而導致其野生種群在不久的將來面臨絕滅的機率很高。一個關鍵物種的滅絕可能破壞當地的食物鏈，造成生態系的不穩定，並可能最終導致整個生態系統的崩解。
許多國家有环境法以保護需要保護的物種，方式包括禁止狩猎、限制土地開發与建立保育區等。在依個體數量的生物體列表中可以看到物種的個體數量、變化趨勢以及保育狀態。

## 保護狀況
一個物種的保護狀況，是瀕危物種滅絕可能性的一個指標。對一個物種的保護狀況進行評估時會考慮不同的因素，包括一些統計的信息，例如剩餘數量﹑隨著時間整體數量是增加或是減少﹑繁殖成功率﹑已知的威脅等等。世界自然保護聯盟瀕危物種紅色名錄是最知名的全球保護狀態列表及排名系統。
據估計，地球上的物種，超過40%有可能會滅絕。199個國家已經簽署了協議同意建立生物多樣性行動計劃，以保護瀕危和受威脅的物種。

## 瀕危物種紅色名錄

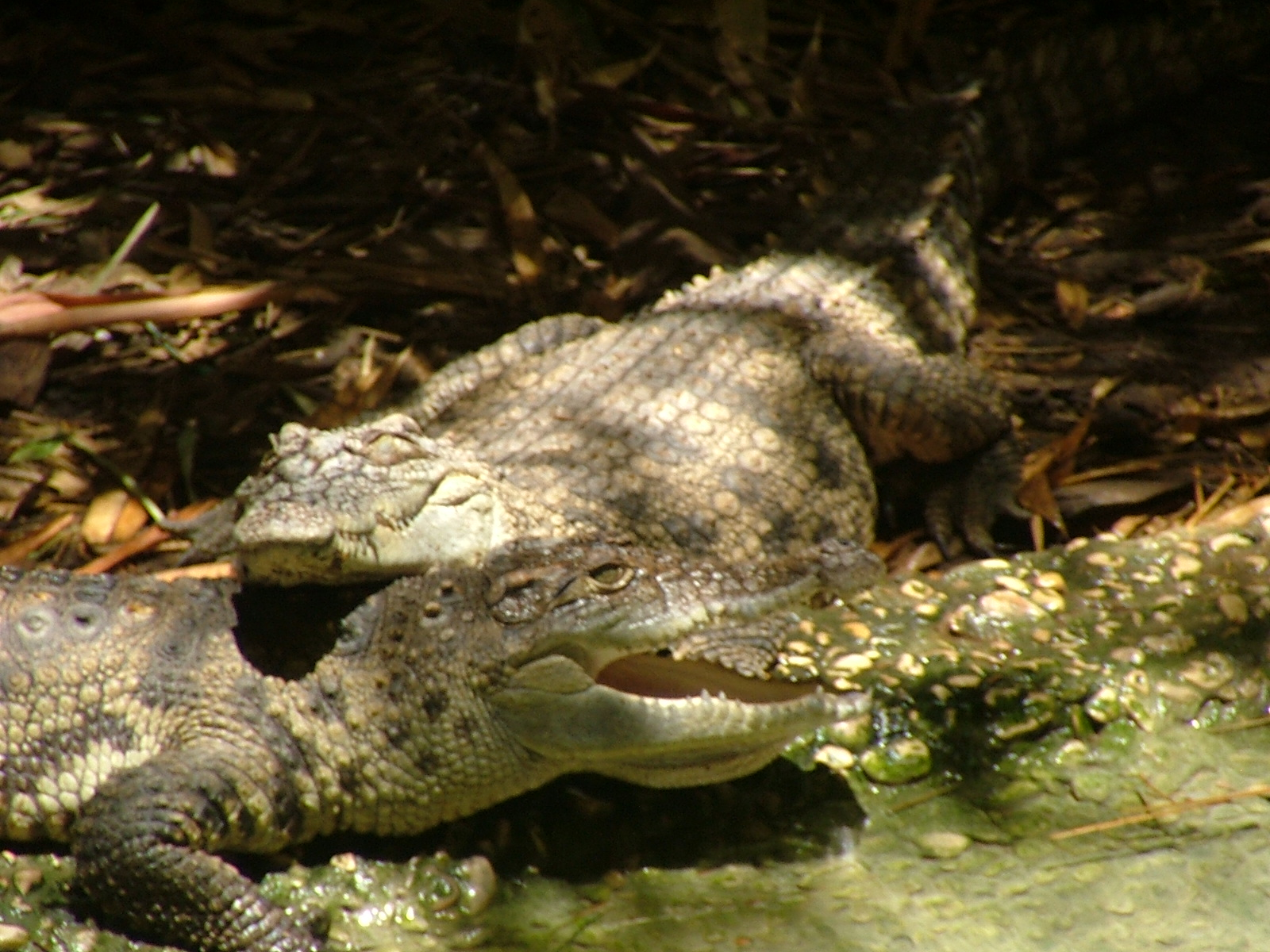
暹羅鱷，瀕危物種

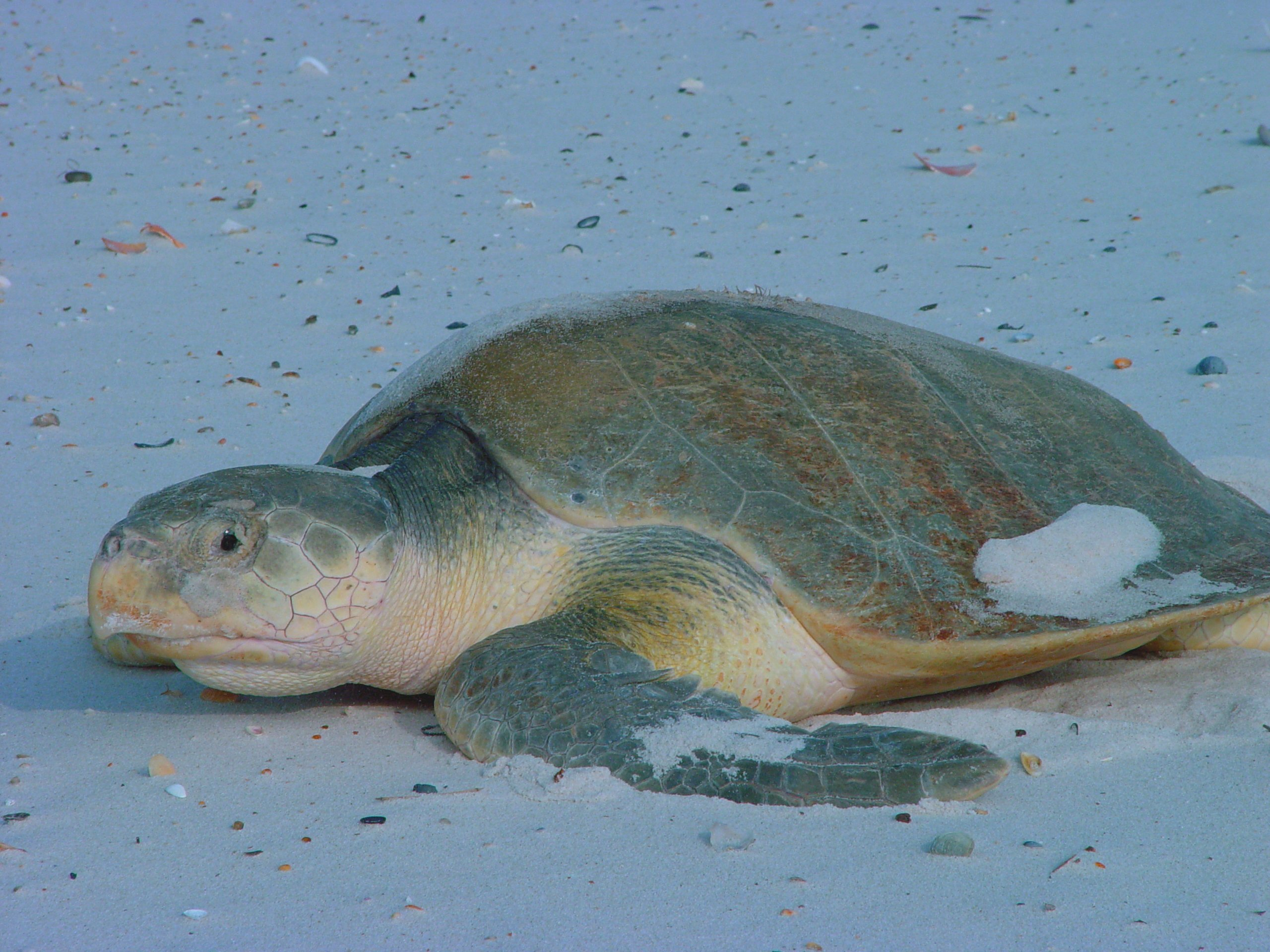
肯氏龜，瀕危物種

雖然被稱為名錄，《國際自然保護聯盟瀕危物種紅色名錄》是一個評估全球物種保護狀況的系統，其中包括「數據缺乏」物種 - 在確定其狀態前需要更多數據和評估的物種。「近危」和「無危」的物種已被完整評估，並發現具有相對健壯和健康的數目，然而這些數量可能會下降。與其他更普遍的使用方式不同，名錄使用的「瀕危物種」和「受威脅物種」具有特定含義：「瀕危」介於「易危」和「極危」之間，而「受威脅」的物種則是被分为「易危」、「瀕危」、「極危」這三个等级。
下面是名錄的分類，以及部分範例：
絕滅（EX）世界上除標本及化石外無現生活體的物種 
野外絕滅（EW）仅有人工圈养繁殖的个体或种群，野外活體种群已绝灭 
極危（CR）隨時隨地面臨極高度的绝灭風險 
瀕危（EN）短期面臨高度的绝灭風險 
易危（VU）未來中-短期面臨高度的绝灭風險 
近危（NT）一段時間後的未來有瀕危或滅絕等危險 
無危（LC）沒有物種生存的立即危險 

## 保育

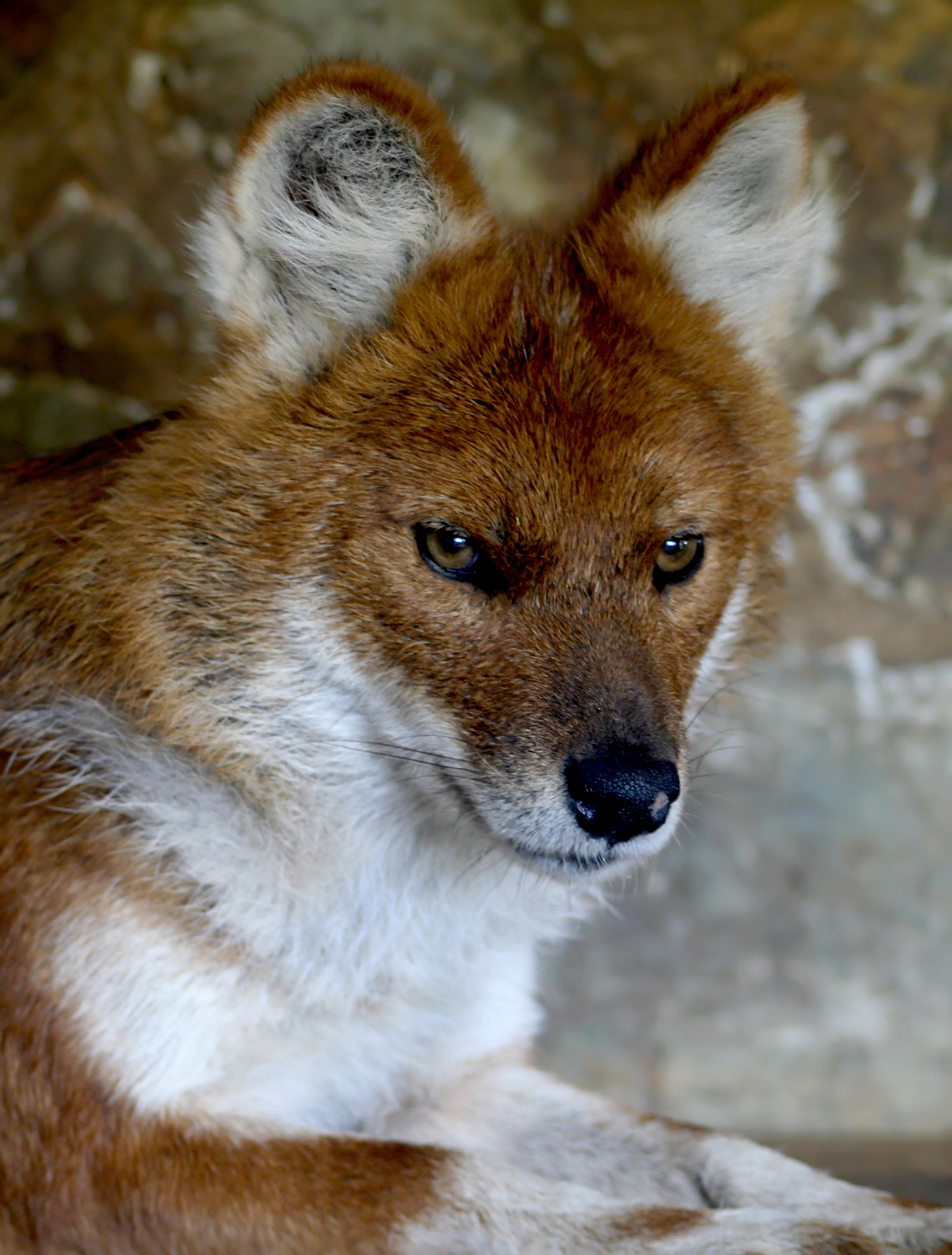
豺，一種瀕危物種

### 人工繁殖
人工繁殖是在人類控制環境的禁區繁殖稀有或瀕危物種的過程，如野生動物保護區。人工繁殖是為了拯救稀有或瀕危物種，所以物種數量應該趨於穩定，不再有消失的危險。
這種保育技術已用在許多不同的物種上，已知最早的人工繁殖可能是在歐洲及亞洲統治者的動物園中，例如麋鹿，不過一些活動力強的物種不易進行人工繁殖，像是；候鳥及魚（例如雲鰣），而且若人工繁殖的數量太小，可能會減少其基因庫，對免疫力造成影響╴

### 私人養殖
私人養殖是以營利為目的的合法養殖。黑犀及白犀就是因為私人養殖因此其數量有明顯增加。IUCN的科學官員Richard Emslie博士認為「這些動物主要是由私人擁有，因此有效的執法容易多了，我們可以讓地區的社群參與保育的計劃。照顧犀牛比單純偷獵犀牛的經濟刺激要強大，因此許多人保護他們，私有的部份是幫助我們計劃進行的重要關鍵。」

### 去滅絕
瀕危物種可以透過生物複製來增加群族大小，滅絕的生物也可以用複製或人工選殖來複活。在2003年，科學家用複製技術成功產出一隻爪哇野牛，在動物園中活了七年。斑驢計畫則利用人工選殖，自1980年代開始試圖將一百年前滅絕的斑驢（平原斑馬的亞種）從平原斑馬中重新育種出來，至2013年已經繁殖到第五代，個體帶有斑驢的特徵。將兩個種類相似的物種交配，產下和滅絕動物類似
的生物。

## 图集

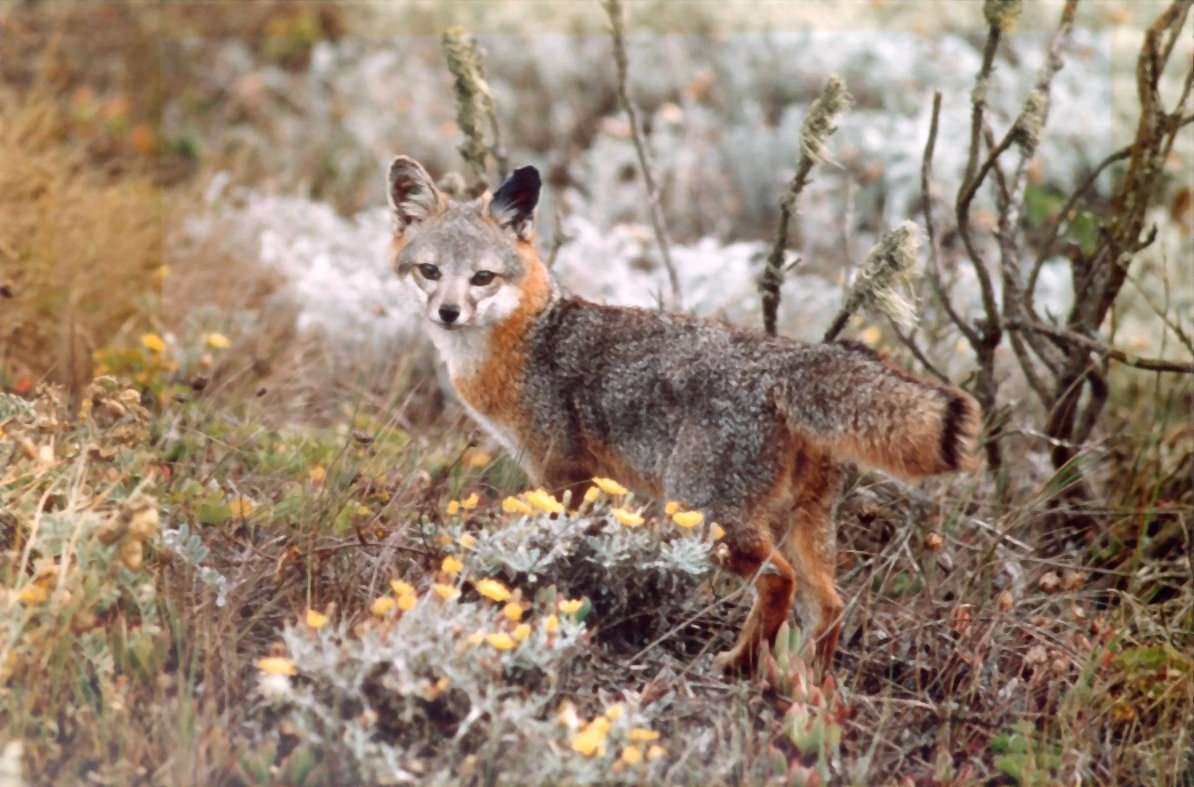
濒危物种島嶼灰狐
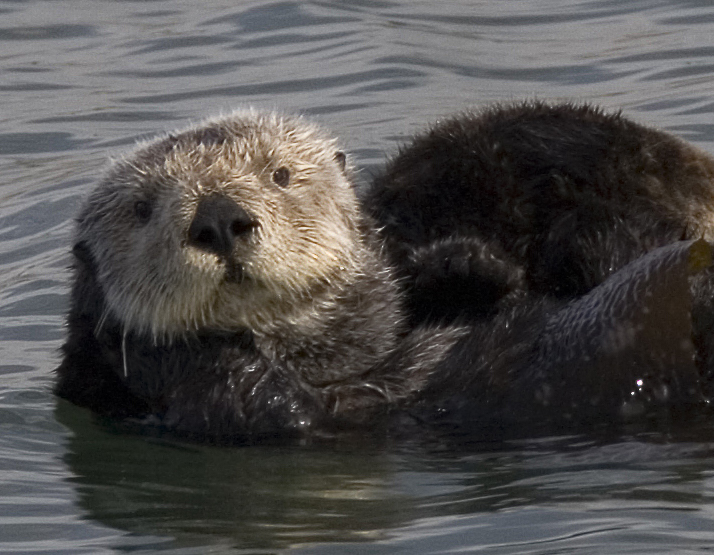
濒危物种海獺
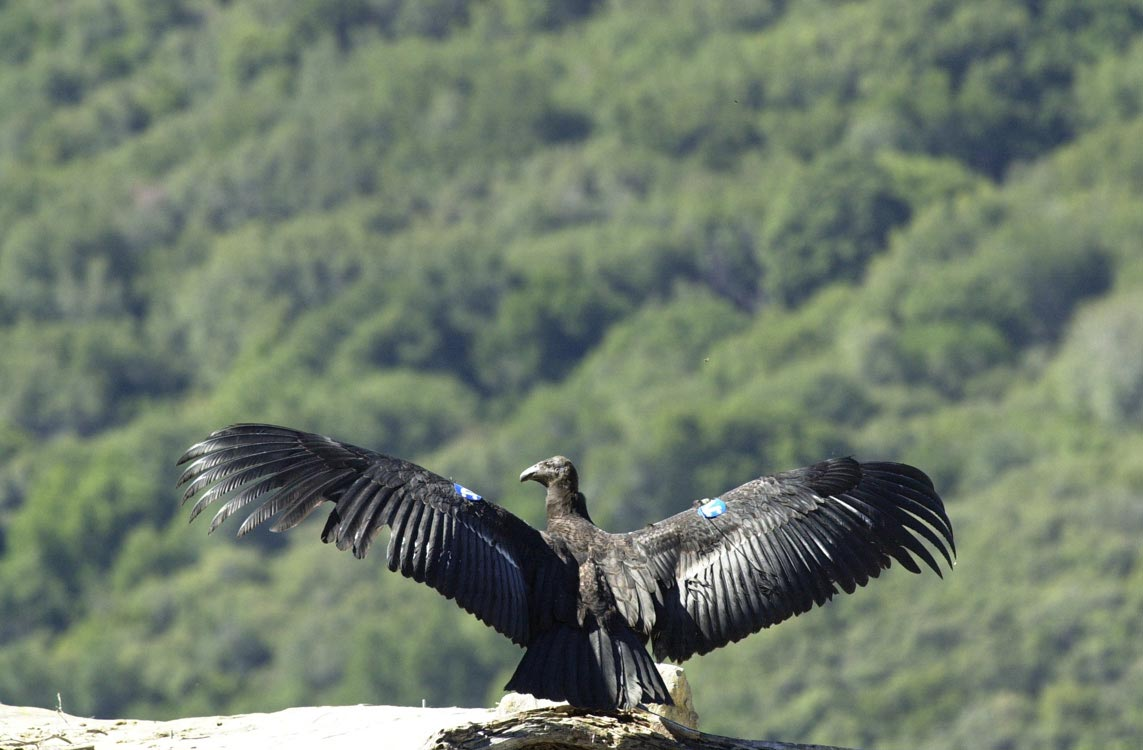
未成熟的加州神鷲
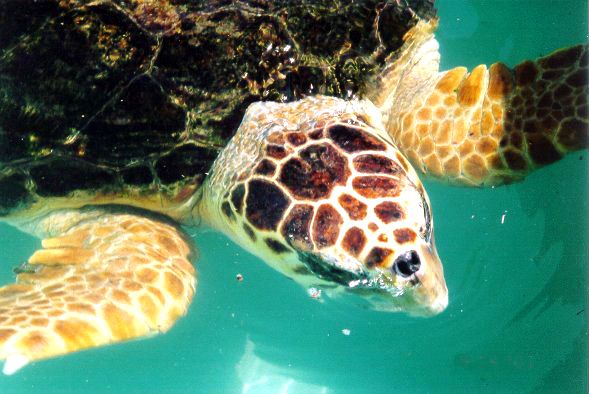
蠵龜
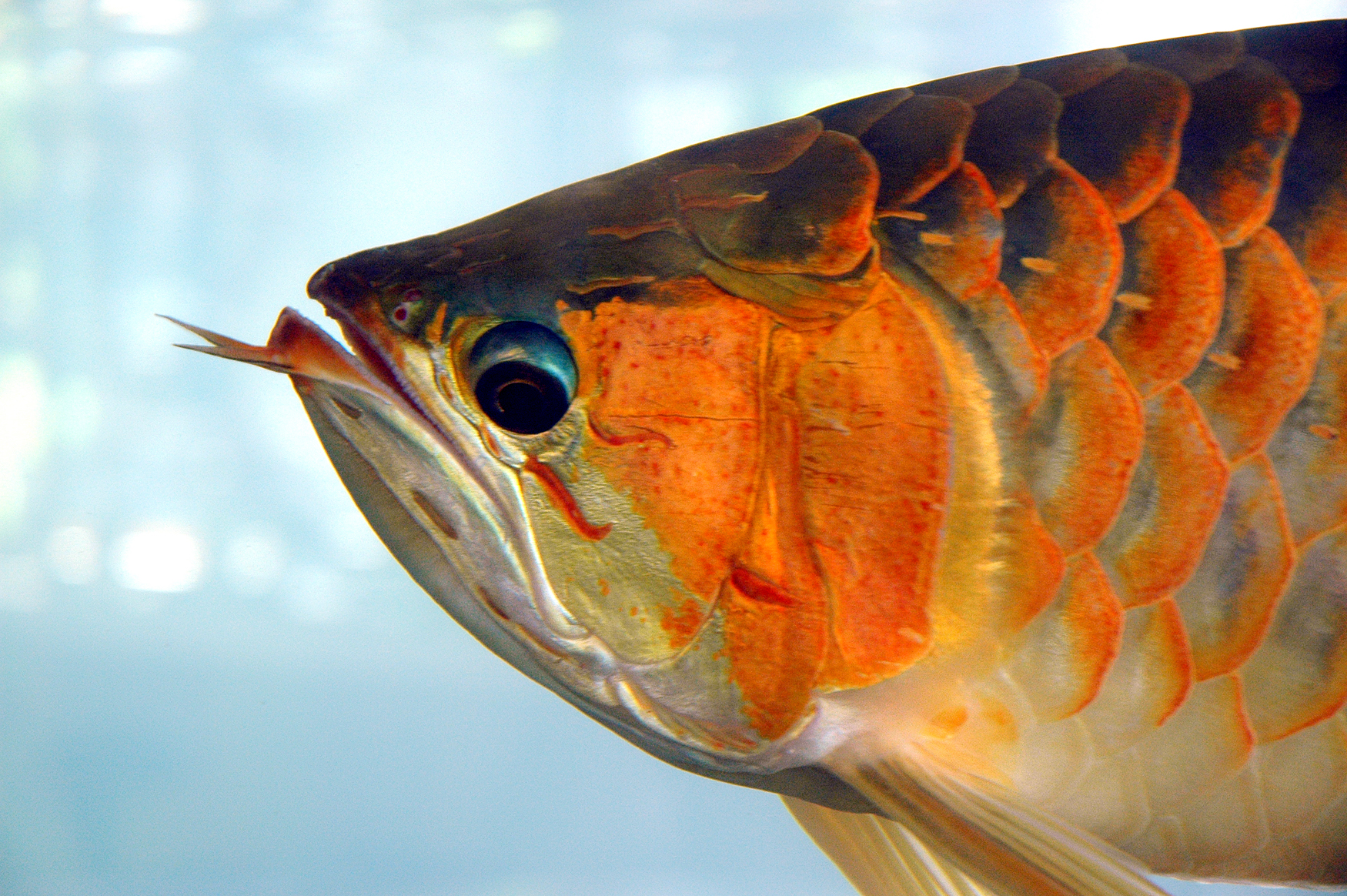
亞洲龍魚
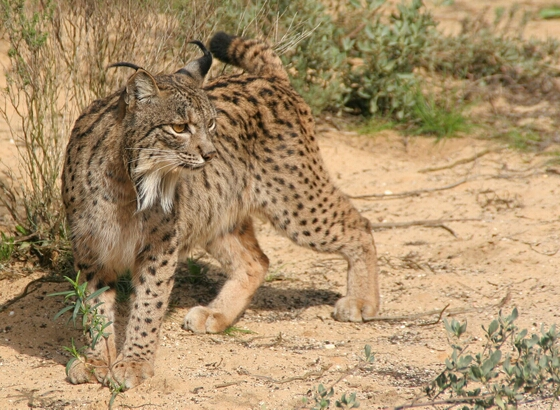
伊比利亞猞猁，歐洲最瀕危的哺乳動物

## 書目
- Glenn, C. R. 2006. "Earth's Endangered Cscreatures" （页面存档备份，存于）.
- Ishwaran, N., & Erdelen, W. (2005, May). Biodiversity Futures （页面存档备份，存于）, Frontiers in Ecology and the Environment, 3(4), 179.
- Kotiaho, J. S., Kaitala, V., Komonen, A., Päivinen, J. P., & Ehrlich, P. R. (2005, February 8). Predicting the Risk of Extinction from Shared Ecological Characteristics （页面存档备份，存于）, proceedings of the National Academy of Sciences of the United States of America, 102(6), 1963-1967.
- minteer, B. A., & Collins, J. P. (2005, August). Why we need an "Ecological Ethics" （页面存档备份，存于）, Frontiers in Ecology and the Environment, 3(6), 332-337.
- Raloff, J. (2006, August 5). Preserving Paradise （页面存档备份，存于）, Science News, 170(6), 92.
- Wilcove, D. S., & Master L. L. (2008, October). How Many Endangered Species are there in the United States? （页面存档备份，存于） Frontiers in Ecology and the Environment, 3(8), 414-420.
- Freedman, Bill. "endangered species." Gale Encyclopedia of Science. Ed. K. Lee Lerner and Brenda Wilmoth Lerner. 4th ed. Detroit: Gale Group, 2008. Discovering Collection. Gale.
- Chiras, Daniel D. "Invader Species." Grolier Multimedia Encyclopedia. Grolier Online, 2011.
- "endangered Species." Current Issues: Macmillan social Science Library. Detroit: Gale, 2010.

## 外部連結
- 世界自然保護聯盟瀕危物種紅色名錄 （页面存档备份，存于）
- Endangered species profiles （页面存档备份，存于） from Earth's endangered Creatures
- List of species with the category Endangered as identified by the IUCN Red List of Threatened Species
- Endangered Species from UCB Libraries GovPubs
- Endangered Species & Wetlands Report Independent print and online newsletter covering the ESA, wetlands and regulatory takings.
- USFWS numerical summary of listed species in US and elsewhere
- https://worldwildlife.org/species （页面存档备份，存于）